# Yoshinori Taguchi
Yoshinori Taguchi (田口 禎則 Taguchi Yoshinori?,  nacido el 14 de septiembre de 1965 en Saitama) es un exfutbolista japonés que se desempeñaba como defensa.
Yoshinori Taguchi fue elegido para integrar la selección nacional de Japón para los Copa Asiática 1988.

## Trayectoria

### Clubes
| Club                | País  | Año         |
| ------------------- | ----- | ----------- |
| Yokohama Flügels    | Japón | 1989 - 1992 |
| Sanfrecce Hiroshima | Japón | 1993        |
| Urawa Reds          | Japón | 1994 - 1998 |